# Úpa
Úpa (tysk: Aupa ) er en venstre biflod til Elben der løber i det nordlige Tjekkiet.

## Beliggenhed og løb
Úpa har sit udspring i Krkonose/Karkonosze-bjergene vest for Sněžka (polsk: Śnieżka, tjekkisk. Sněžka) på et vandrigt højplateau, Koppenplan (polsk. Równia pod Śnieżką), i grænseområdet mellem Tjekkiet og Polen.
Den falder ned over Aupa-vandfaldene (Horní/Dolní Úpský vodopád) i Riesengrund (Obří důl) og flyder som den store Aupa (Velka Úpa) i sydlig retning gennem byerne Pec pod Sněžkou (Petzer) og Velká Úpa (Groß Úpa).
Dens første store biflod, Kleine Aupa, kommer fra Czoło på Schmiedeberger og Forstkamm og begge forenes nær "Kreuzschänke" (Restaurace na Křižovatce) i Dunkelthal (Temný Důl), et distrikt i Horní Maršov (Marschendorf), for at løbe videre derfra som Aupa og skære gennem højdedraget Dlouhý hřeben, før floden forlader egentlige bjerge.
De næste byer langs floden er Horní Maršov og Svoboda nad Úpou (Frihed på Aupaen), hvor Aupatailen adskiller Krkonose/Karkonosze-bjergene fra Rýchorybjergene. Ved Mladé Buky (Jungbuch) forlader floden, der flyder her mod sydøst, området Krkonoše Nationalpark (KRNAP).
Syd for Trutnov (Trautenau) tager Aupa en nordøstlig rute i nogle få kilometer, for så igen ast løbe i sydøstlig retning nær Trautenau-distriktet Poříčí (Parschnitz) i den næste langsgående dal, hvor den er tilbage i det tidligere tyske sprogområde.
Aupaen strømmer gennem Adamovo údoli (Adams-dalen) og når byen Úpice (Eipel), hvor flod- og bynavne tydeligvis hænger sammen.
Her begynder et naturreservat med flere flodslyngninger . Over denne romantiske floddal ligger adskillige slotte og slotte, herunder Ratibořice Slot . Dalen kaldes Babiččino údolí (bedstemors dal) til minde om den tjekkiske forfatter Božena Němcová, som tilbragte sin barndom her og senere beskrev den i sit værk " Babička " (Bedstemoderen). Ved Zlíč -dæmningen (modsat Ratibořice-slottet) løber Úpský přivaděč til Rozkoš-reservoiret.
Kort før byen Česká Skalice (Böhmisch Skalitz) slutter naturreservatet, og Aupa skifter igen retning, denne gang mod sydvest, og endelig, efter til 77 km, i byen Jaroměř (i Jacobi-Vorstadt-distriktet), løber den ud i Elben.

## Galleri
- Flodens løb gennem Trutnov
- I Großmuttertal
- Vinter i Jaroměř
- Udmunding